# Realengo
Realengo es la calificación jurisdiccional que tienen los lugares dependientes directamente del rey, es decir, cuyo señor jurisdiccional es el mismo rey. Se utiliza como término opuesto a señorío. Es propia del Antiguo Régimen en España, pero similar a la situación del resto de Europa Occidental.

Comunidades de villa y tierra de la Extremadura castellana.

El uso del término realengo no implica que el rey sea el propietario de las tierras, que tienen sus propietarios alodiales, obligados a pagar al rey los impuestos y cargas que correspondan. Lo que sí tiene el rey es la potestad de dar en señorío (por merced o venta) ese lugar a un noble o eclesiástico.
La parte principal del realengo eran las ciudades libres, que de hecho actuaban como señores colectivos sobre sus alfoces (comunidad de villa y tierra). La mayor parte de ellas eran las diecisiete que tenían voto en Cortes, casi todas ellas de la Meseta Norte. En la Meseta Sur la presencia de las órdenes militares restringió mucho la presencia de realengo, lo que hizo nombrar Villa Real (luego Ciudad Real) al principal enclave de jurisdicción directa del rey en la Mancha.

Comunidad de aldeas de Calatayud.
Comunidad de aldeas de Daroca.
Comunidad de aldeas de Albarracín.
Comunidad de aldeas de Teruel.

Aunque la denominación apareció originalmente en la Castilla medieval, se aplicaba a todos los reinos de la Monarquía Hispánica durante el Antiguo Régimen. El concepto deja de tener sentido a comienzos del siglo XIX con la supresión de los señoríos, desde que las Cortes de Cádiz implantan la unidad jurisdiccional.

## Tierras de realengo
La concesión de grandes propiedades a la nobleza posibilitó la formación de extensos señoríos nobiliarios, que contribuyeron a la formación de grandes latifundios andaluces, y a que la nobleza alcanzase gran influencia y poder en la Corona de Castilla.
En el Reino de Aragón se vertebraron principalmente a través de las comunidades de aldeas utilizadas para la repoblación de la extremadura aragonesa y siempre trataron de mantener alejadas de ellas a los nobles.